# Villiers-lès-Aprey
 Villiers-lès-Aprey  es una población y comuna francesa, en la región de Champaña-Ardenas, departamento de Alto Marne, en el distrito de Langres y cantón de Longeau-Percey.

## Demografía
| 59 | 47 | 46 | 45 | 48 | 38 |
| Para los censos de 1962 a 1999 la población legal corresponde a la población sin duplicidades (Fuente: INSEE [Consultar]) |    |    |    |    |    |